# تأثيرات أصوات الروبوت

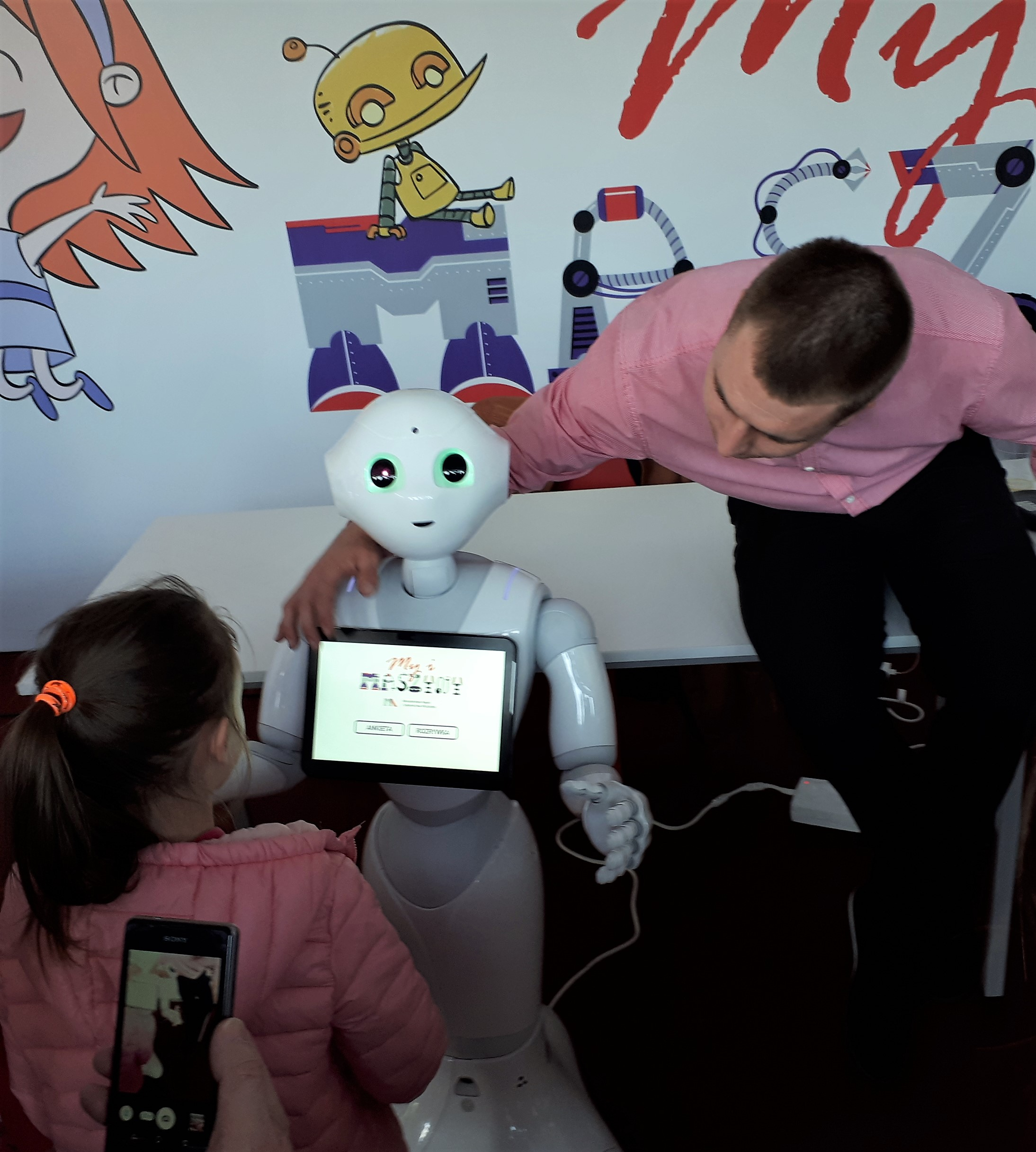

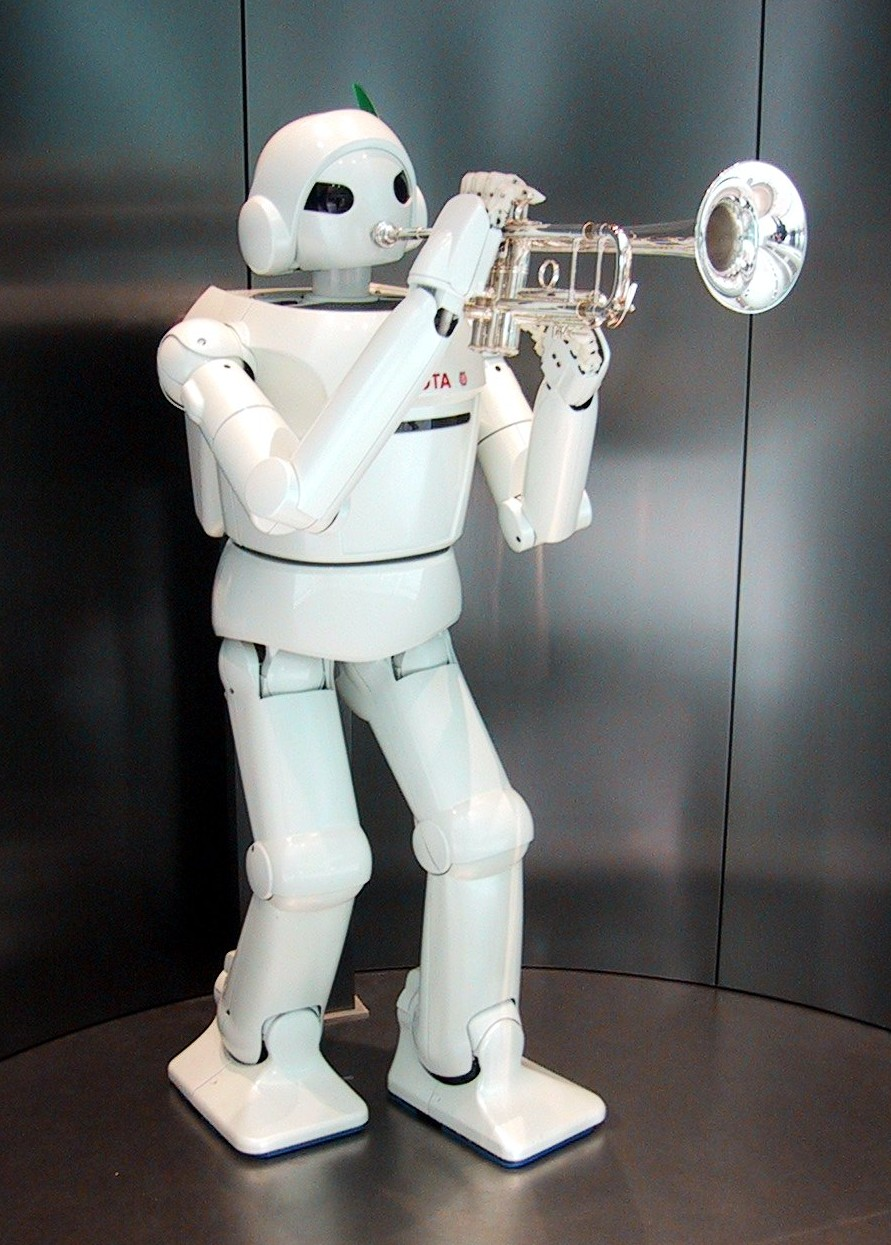

لقد تم تصميم مشفر الصوت في الأصل للمساعدة في عملية نقل الأصوات عبر الأنظمة الهاتفية. وفي التطبيقات الموسيقية سواء كانت ناتجة من أصوات الغناء أي من أصوات الأشخاص أنفسهم أو من مصادر أخرى مثل الآلآت الموسيقية، حيث تستخدم جميعها في نقل الأصوات عبر نظام الفلاتر ومولدات الضوضاء (مكبرات الصوت). ويتم ضخ الأصوات الداخلة من خلال مجموعة فلاتر المرور مرشح تمرير النطاق التي تمر منه الأصوات وتقوم بعزل الخصائص ذات النغمة التي تؤدي بعد ذلك إلى مولدات الضوضاء. ويتم خلط الأصوات الناشئة عن ذلك مرة أخرى مع جزء من الصوت الأصلي والذي يعطي بعد ذلك التأثير والمفعول المطلوب.
ولقد تم استخدام محللات الصوت في إشارة تماثلية منذ بدايات عام 1959 في استوديو سيمنز (siemens) للموسيقى الإلكترونية.Music ولكنها أصبحت أكثر شهرة بعد أن قام روبرت موغ (Robert Moog) بتطوير واحد من أوائل المحللات الموسيقية التي تتصف جمود.
وفي عام 1970 قام كل من واندي كارلوس (Wendy Carlos) و روبرت موغ (Robert Moog) ببناء محلل موسيقي آخر وهذا الجهاز هو من بين مجموعة تتكون من عشرة أجهزة مستوحاة من المحلل الصوتي الذي قام بتصميمه هومر دودلي (Homer Dudley) والذي أشير إليه مؤخرًا على أنه شكل مبسط من المحللات.
ولقد ظهر المحلل الصوتي الذي صممه كل من كارلوس (Carlos) وموغ (Moog) كعلامة مميزة في العديد من أجهزة التسجيل، والتسجيلات بما في ذلك الموسيقى التصويرية لـ ستانلي كابروك (Stanley Kubrick) صاحب فيلم [[برتقالة آلية| (A Clockwork Orange) التي ظهرت كجزء صوتي من السمفونية التاسعة لبتهوفنلودفيج فان بيتهوفن (Beethoven) "Ninth Symphony"ومقطوعة أخرى تسمى خطوات الزمن. وفي عام 1974 قام أيزو توميتا باستخدام محلل صوتي لموغ في ألبوم موسيقى كلاسيكية وكذلك ألبوم رقاقات الثلج وقد حققا نجاحًا كبيرًا في جميع انحاء العالم. ومنذ ذلك الحين وهذا المحلل الصوتي يتم استخدامه بشكل واسع من قبل الفنانين مثل كرافتفرك (Kraftwerk) في ألبومه أتوباهن (Autobahn) في عام 1974: وفي مشروع ألن بيرسونز " المسمى رافين"(في عام 1976 في (ألبوم حكايات من الخيال والغموض): وأوركسترا الضوء الكهربائي" صاحبة ألبوم سيد. السماء الزرقاء السيد بلو سكاى" and " والمرأة صاحبة الكلام الحلو" ( في عام 1977)(خارج من الألبوم الأزرق عن طريق استخدام جهاز (محلل الصوت) في استوديوهات شركة الموسيقى الإلكترونية المحدودة بلندن خلال الألفينيات.

وهناك أمثلة أخرى منها ألبوم فرقة بنك فلويد الحيوانات (Pink Floyd) حيث قامت بوضع صوت نباح الكلاب من خلال الجهاز وأيضًا أغنية ستيكس للسيد روبوتو (Mr. Roboto) ".. وقد ظهرت محللات الصوت أيضًا في تسجيلات موسيقى البوب من وقت لآخر منذ ذلك الحين وفي معظم الأوقات ظهر للمحلل تأثير خاص في بعض الجوانب المميزة للعمل. وقام الكثير من فناني موسيقى العصر الجديد بخوض التجربة الإلكترونية باستخدام محلل الصوت بطريقة أكثر شمولاً في أعمال محددة مثل جان ميشال جار (Jean Michel Jarre) صاحب ألبوم زولوك في عام 1984 وفي عام 1980 كيو إي الثاني لمايك أولدفيلد (Mike Oldfield) ألبوم خمسة أميال في الخارج لميك أولدفيلد أيضًا في عام 1982. وهناك بعض الفنانين الذين جعلوا من المحللات الصوتية جزءًا أساسيًا من موسيقاهم سواء كان هذا على وجه العموم أو خلال فترة ممتدة فقط مثل كرافتفرك صاحب مجموعة سينثبوب الألماينة، أو الألبوم ساخر لفرقة الميتال صاحبة موسيقى الجاز.

## أمثلة أخرى
على الرغم من أن محلل الصوت هو الأفضل معرفة إلى حد بعيد فإن القطع الموسيقية التكنولوجية الأخرى كثيرًا ما يتم الخلط بينها وبين موسيقى المحللات:
سنوفوكس (Sonovox)
وكانت هناك نسخة أولية من صناديق الصوت والكلام والتي تم استخدامها لإنشاء صوت البيانو في سلسلة البيانو السحري لسبركي وكان هذا في عام 1947. كما جرى استخدامه كصوت للكثير من الآلات الموسيقية في رستي في أوركسترافيل (Orchestraville). كما تم استخدامه لإنتاج صوت القطار في دامبو (Dumbo) وأيضًا التنين ريلكتنت (The Reluctant Dragon)[بحاجة لمصدر]. وكذلك تقوم شركات الأغاني الإذاعية شركة خدمات الإعلانات والمنتجات (PAMS) وأيضًا الإنتاج البديع للشركة الإنتاج الإبداعي الأمريكية (AM Creative Productions) جميعهم يسخدمون سنوفوكس في إنتاج العديد من المحطات.
الصندوق الحواري
قام دوغ فوربز (Doug Forbes) باخترع التأثير الصوتي ( جيتار المربع الحواري) ، وانتشر هذا الجيتار وذاع صيته بعد ان استخدمه بيتر فرامبتون (Peter Frampton). ومن التأثير الناتج في المربع الحواري، يقوم بتكبير وتضخيم الصوت والذي يتم ضخه عبر أنبوب إلى فم الشخص الذي يقوم بالأداء ثم يتم تشكيله من قبل شفتي المؤدي ولسانه قبل أن يقوم الميكروفون بالتقاط الكلمات. وفي المقابل فإن تأثير محلل الصوت يتم إنتاجه بالكامل بشكل إلكتروني. كما في الخلفية المأخوذة من "ألبوم الإغراء الحسي " لسنوب دوغ وهو مثال معروف وألبوم كليفورنيا الحب" لتوباك شاكور وروجار تروتمان وهو صندوق حواري أكثر حداثة يتم ضخه مع جهاز الخلط بدلاً من الجيتار. وقام ستيفن دروزد (Steven Drozd ) صاحب ألبوم الشفاه الملتهبة باستخدام الصندوق الحواري في أجزاء من مجموعات الألبوم الحادي عشر وكذلك تم استخدامه في ألبوم الحرب مع الصوفيين لتقليد بعض كلمات الأغاني المكررة من قبل واين كوين (Wayne Coyne) في أغنيته "نعم نعم نعم".